# (34541) 2000 SB228
2000 SB228 (asteroide 34541) é um asteroide da cintura principal. Possui uma excentricidade de 0.03366150 e uma inclinação de 3.49626º.
Este asteroide foi descoberto no dia 28 de setembro de 2000 por LINEAR em Socorro.